# Caenobrunettia fraudulenta
Caenobrunettia fraudulenta är en tvåvingeart som beskrevs av Quate och Brown 2004. Caenobrunettia fraudulenta ingår i släktet Caenobrunettia och familjen fjärilsmyggor. Inga underarter finns listade i Catalogue of Life.